# Квінт Корніфіцій Старший
Квінт Корніфіцій Старший (*Quintus Cornificius, бл. 107 до н. е. — після 61 до н. е.) — політичний діяч пізньої Римської республіки.

## Життєпис
Походив з роду Корніфіціїв. Належав до стану вершників. Син Квінта Корніфіція. У 70 році до н. е. був одним із суддів по справі Гая Верреса. В цей час затоваришував з Марком Туллієм Цицероном. У 69 році до н. е. обіймав посаду народного трибуна. Цього ж часу або раніше взяв у борг під поручництво Цицерона.
У 67 або 66 році до н. е. обирається претором. Домагався консульства на 63 рік до н. е., проте програв. У грудні того ж року тримав у своєму будинку заарештованого катілінарія Гая Корнелія Цетега і надавав допомогу Цицерону у придушенні змови Катіліни. У 61 році до н. е. зробив заяву в сенаті про наругу таїнства, здійснену Публієм Клодієм. Про подальшу долю немає відомостей.

## Родина
- Корніфіція
- Квінт Корніфіцій, 45 рік до н. е.